# Большой Фискар (архипелаг)
Большой Фиска́р (швед. Stora Fiskär, фин. Kiuskeri) — архипелаг в северо-восточной части Финского залива, состоящий из нескольких небольших скалистых островов красноватого цвета. Самые крупные из них носят имена (с востока на запад): Большой Фискар, Вулко, Маннонен, Кивима, Лянсилуото. Более мелкие островки — безымянны. Окаймлён архипелаг каменистым рифом. Расположен примерно в 24 км к юго-западу от Крестового мыса, что на северном берегу залива, в 11 км в том же направлении от острова Малый Фискар и в 9 км (5,6 милях) к западу от скалы Халли. В 15 км (9,5 миль) к югу от архипелага находится остров Нерва. Административно подчинён Выборгскому району Ленинградской области.

## Этимология
Название Большой Фискар, также как и Малый Фискар, восходит к слову Фискар, что от швед. Fiskär означает «рыбачий».

## Описание
На острове Кивима, что в самом центре архипелага, возвышается маяк, представляющий собою кирпичную башню в 10 м высотою и квадратную в своём основании. Первоначально башня была окрашена в белый цвет, но ныне большая часть краски облупилась. Фокальная плоскость маяка находится на высоте 21 м. Даёт две белых вспышки каждые 8 сек. Маячная станция основана на острове в 1903 г.
На островах архипелага в периоды миграции останавливаются лебеди-кликуны, а в летнее время, помимо миграции, гнездятся нырки, крачки и чайки. На островах также встречаются отдельные особи серого тюленя. Принято решение о включении архипелага в состав 3 участка Ингерманландского заповедника.

## История
Большой Фискар перешёл от Швеции к Российской империи в 1721 году по Ништадтскому миру. В 1920 — 1940 гг. принадлежал Финляндии. До 1939 года рыбаки из финской деревни Ватнуори занимались подлёдной рыбалкой (т.н. «будочная рыбалка») среди островов архипелага. Во время Второй мировой войны в районе Большого Фискара торпедные катера РККФ вели систематический поиск кораблей противника. В 1944 году финны вернули архипелаг, чья территориальная принадлежность РСФСР была подтверждена Парижским договором 1947 г.

## Топографические карты
- Лист карты P-35-127,128 Хамина. Масштаб: 1 : 100 000. Состояние местности на 1971 год. Издание 1974 г.